# 白坭镇
白坭镇，是中华人民共和国广东省佛山市三水区下辖的一个行政建制镇。

## 行政区划
白坭镇下辖以下地区：
富景社区、周村和岗头村。